# Breuil-Cervinia

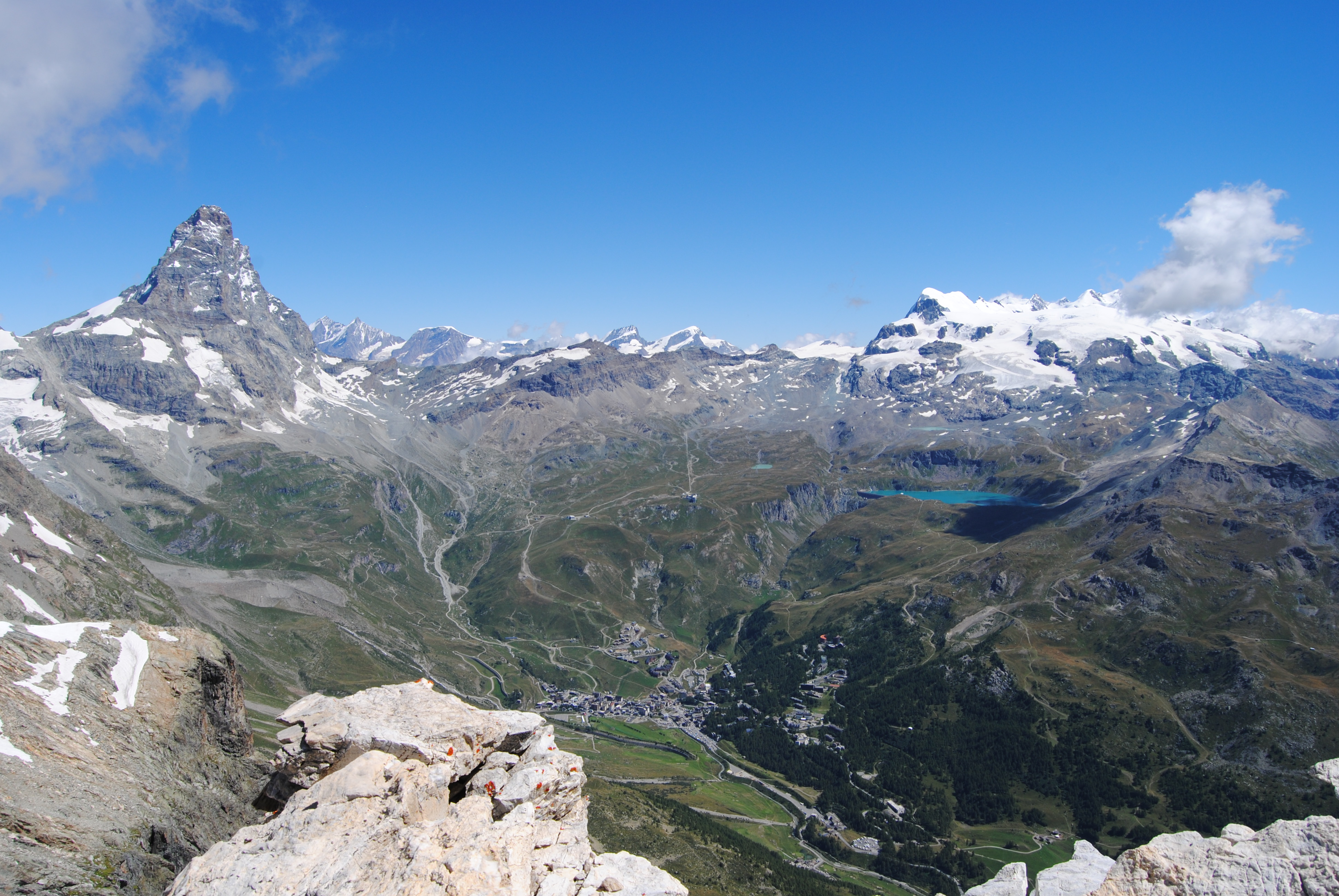
Panorama estivo della località

Breuil-Cervinia (pron., AFI: fr. [bʁœj] - it. /ʧerˈvinja/ ) è una frazione del comune italiano di Valtournenche (Valle d'Aosta), situata a quota 2050 m s.l.m. alle falde del monte Cervino. Viene considerata una delle più rinomate stazioni turistiche invernali ed estive delle Alpi.

## Origini del nome
Breuil è il nome originario in francese, attestato a partire dal XIX secolo e derivato dalla voce arpitana breuill, indicante un pianoro paludoso di montagna, toponimo molto diffuso in Valle d'Aosta. Durante il XVII e XVIII secolo risultano attestate anche le forme Broil, Bruil, Brueil, Brüeil e Breil (quest'ultima l'unica forma alternativa a risultare attestata fino a inizio XX secolo). Oralmente invece il toponimo utilizzato dagli abitanti del paese è Lo Brèl.
Cervinia è il nome dato alla località in epoca fascista e fa riferimento al monte Cervino, derivante a sua volta dal toponimo erroneamente trascritto da Horace-Bénédict de Saussure nel suo testo Voyages dans les Alpes come Mont Cervin invece di Mont Servin, omofoni in lingua francese, derivato a sua volta dal toponimo latino Mons Silvanus ("colle boscoso"), che indicava il col Théodule.
Dal 1947 al 2023 la frazione tornò a chiamarsi "Breuil", ma si instaurò la consuetudine di indicarla come "Breuil-Cervinia". Nel novembre 2023 però il nome venne modificato con decreto del presidente regionale in Le Breuil. Tale modifica, ancorché minima rispetto al nome ufficiale della frazione, venne interpretata come un tentativo di eliminare il nome italiano (sebbene esso fosse presente solo per consuetudine), cosa che secondo alcuni era inopportuna. Questo portò, nel gennaio del 2025, alla decisione finale di modificare nuovamente il toponimo in "Breuil-Cervinia", dando quindi anche ufficialmente entrambi i nomi alla frazione.

## Geografia fisica

### Territorio
Sorge a 2050 m s.l.m. ed è quindi uno dei centri abitati permanenti più elevati d'Europa, insieme a Juf, Trepalle e Sestriere. Si trova al limite settentrionale della valle laterale valdostana della Valtournenche, a sua volta confinante a nord con la Mattertal, nel cantone svizzero del Vallese (con il comune di Zermatt), ad est con la valle laterale valdostana della Val d'Ayas e ad ovest con la valle laterale valdostana della Valpelline. È una frazione del comune di Valtournenche.
Dista 27 km da Châtillon, 30 da Saint-Vincent, circa 50 da Aosta e circa 10 km linea d'aria da Zermatt, a cui è collegata tramite gli impianti di risalita del Matterhorn Ski Paradise.
A 2500 m di quota circa è situata la località di Plan Maison, mentre a 3500 m circa, collegato tramite la funivia che arriva a Testa Grigia, al confine con la Svizzera, si situa il Plateau Rosa.

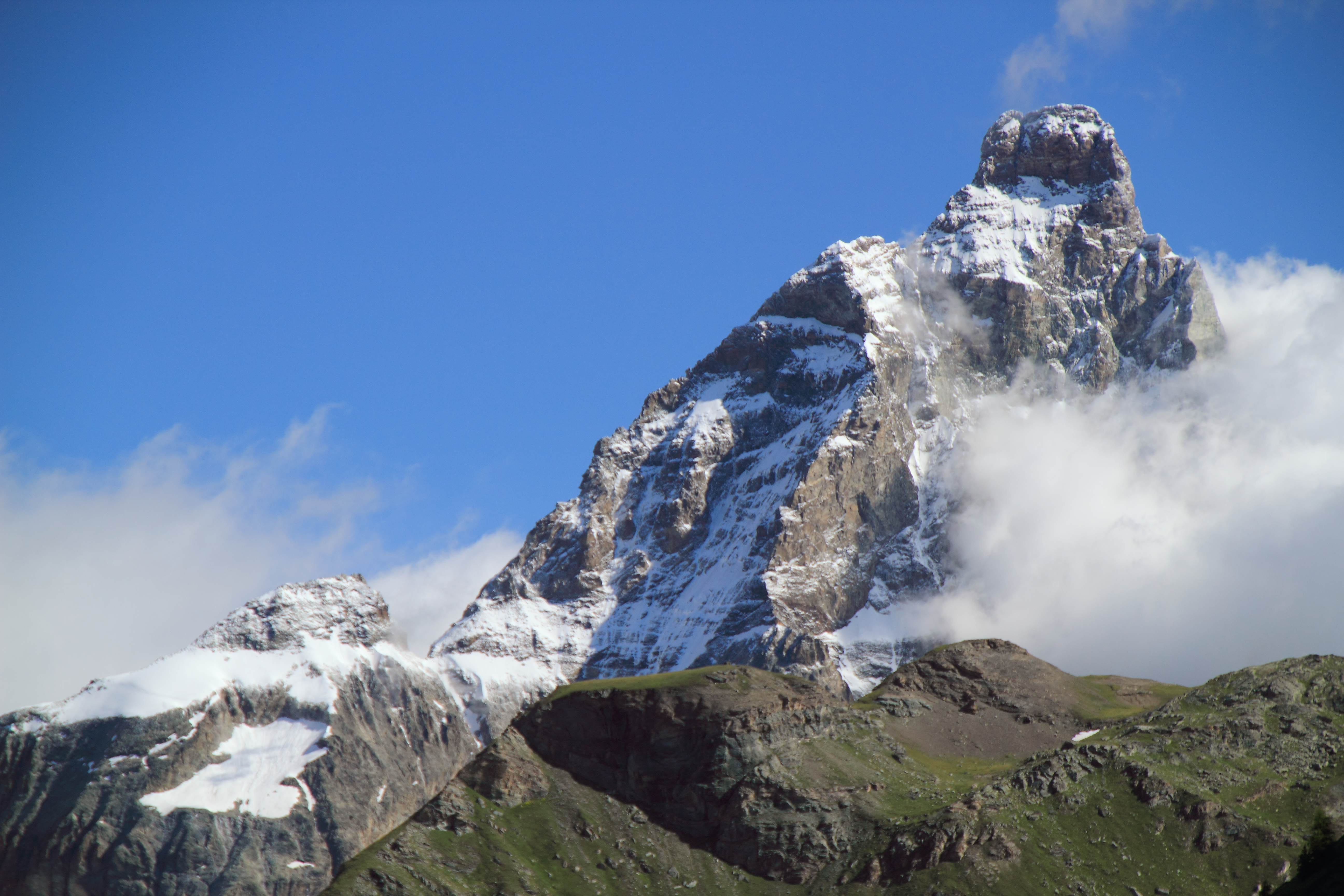
Il monte Cervino

### Idrografia
Breuil-Cervinia è divisa dal torrente Marmore, uno dei principali affluenti della Dora Baltea. Il Marmore, a sua volta, ha affluenti provenienti dai ghiacciai che circondano la località montana come i ghiacciai delle Grandes Murailles, tra cui il ghiacciaio del Mont Tabel e il ghiacciaio del Cherillon, i ghiacciai del gruppo del Cervino e i ghiacciai del gruppo del Monte Rosa.
Molto celebri sono il Lago Blu, i laghi del Layet e il lago artificiale del Goillet.

### Orografia
(Matilde Serao, "Lettere d'una viaggiatrice")
Definita anche come «Il regno del Cervino», la conca del Breuil è sovrastata in maniera imponente dal monte Cervino.
Secondariamente, dalla località sono visibili lo Château des Dames, le Grandes Murailles, la Testa del Leone, il Furggen, il Piccolo Cervino, il Testa Grigia, il Breithorn occidentale e il Bec del Pio Merlo.
Nei pressi di Breuil-Cervinia è anche presente il Colle del Teodulo (fr. Col de Saint-Théodule), uno dei passi alpini più importanti in epoca romana e medievale.

### Clima
Il clima è di tipo alpino. Gli inverni sono lunghi e freddi con intense nevicate che storicamente iniziano nel periodo della seconda settimana di ottobre e che terminano nel periodo della seconda settimana di aprile. Le temperature scendono molto frequentemente sotto lo zero. Le estati sono fresche e brevi e di rado è possibile assistere ad alcuni fenomeni nevosi in questa stagione.

### Flora e fauna
La flora nei dintorni di Breuil-Cervinia è quella tipica dell'alta montagna alpina, in particolare quella delle Alpi Occidentali.
Sono numerosi e in crescita i boschi di larici (ad oggi fino al limite naturale dei 2500 m.s.l.m), sono molto diffusi l'anemone coronaria, il tarassaco, il rododendro peloso, la rosa delle Alpi, il bucaneve e l'epilobio. Piuttosto diffusi sono gli arbusti di mirtillo selvatico. Più rari da osservare, ma comunque presenti, sono la stella alpina, la nigritella, l'artemisia absinthium e l'artemisia umbelliformis.
La fauna nei dintorni di Breuil-Cervinia è quella tipica dell'alta montagna alpina.
In particolare nel periodo estivo, non è difficile incontrare volpi, camosci, stambecchi, caprioli, vipere, gipeti e marmotte. Meno frequenti sono gli avvistamenti di galli cedrone, ermellini, donnole e scoiattoli. Molto frequenti, invece, sono gli avvistamenti di passeriformi quali la ballerina bianca, la ballerina gialla, il pettirosso, il codirosso spazzacamino e la passera d'Italia. Infine ci si può imbattere in una colonia di germani nei pressi del Lago Blu e ai laghi della Baia delle Foche.
Nel periodo invernale, vista la migrazione di molte specie verso luoghi con temperature più miti, la fauna di Breuil-Cervinia si può riassumere in due sole specie: la volpe e la cornacchia nera.
Negli ultimi anni sono avvenuti anche degli avvistamenti di lupi.

## Storia
In epoca romana e medievale, le Alpi non erano totalmente ricoperte di ghiacciai e nevi perenni come in seguito alla Piccola era glaciale. Di conseguenza, la conca del Breuil era interessata da un intenso traffico di merci e mercanti da e verso l'attuale Canton Vallese, attraversando il Colle del Teodulo (fr. Col de Saint-Théodule). Nei pressi del Colle del Teodulo, infatti, sono presenti dei resti di epoca romana, i ruderi di una piccola chiesetta medievale e i segni di quello che era un muro di pietra che permetteva ai soldati di controllare il passaggio dei mercanti durante la pandemia di peste nera che affliggeva la Svizzera e il nord Italia nel XIV secolo. Nei pressi del Breuil era presente anche il Château du Planet, un castello avamposto della signoria di Cly, fondata da Bosone IV di Challant.
Il turismo al Breuil inizia a svilupparsi con i primi viaggiatori del Grand Tour, quando le Alpi raffiguravano un concreto esempio dell'ideale della wilderness.
Con la nascita dell'alpinismo, a seguito della prima salita al Monte Bianco, sono numerosi gli alpinisti che raggiungono la località per conquistare la vetta del Cervino. È proprio a seguito della prima e della seconda ascesa del 1865, compiute rispettivamente dall'alpinista inglese Edward Whymper tramite la scalata della Cresta Hörnli, e dal valtournain Jean-Antoine Carrel, tre giorni dopo, attraverso la Cresta del Leone, che la località alpina vede accrescere il suo afflusso turistico. Amé Gorret, compagno di ascesa e compaesano di Jean-Antoine Carrel, intuì la possibilità di incrementare il passaggio turistico al Breuil nel costruire il primo rifugio alpino sul Cervino. Così Amé Gorret chiese al Club Alpino Italiano di sostenere la sua decisione, che diede vita al rifugio, posizionato all'altezza della Cravate (4 120 m) del Cervino e inaugurato nel 1867. Frutto della spinta esplorativa e del neonato movimento alpinistico, nel 1865 al Breuil nasce la Società Guide del Cervino, una delle società di guide alpine più antiche del mondo.
Nella zona iniziano a sorgere i primi alberghi e la località inizia a trasformarsi da semplice alpeggio a meta turistica.
Con la nascita dello sci alpino e dello sci alpinismo i pendii del Breuil diventano meta per gli addestramenti delle truppe alpine del Regio Esercito. Qui, infatti, si esercitavano i soldati del Battaglione Alpini Sciatori Monte Cervino, fondato nel 1915 ad Aosta. Questo fece sì che i piani del Breuil venissero scelti anche come villaggi turistici militari nella stagione estiva, portando la celebrità al luogo tra le file militari e, di fatto, accelerando la trasformazione a meta turistica di spicco invernale, oltre che estiva.
Alcuni imprenditori piemontesi, spinti dalla volontà di realizzare nuovi impianti idroelettrici per conto della Società Idroelettrica Piemontese, esplorano le vallate valdostane, tra cui la Valtournenche. Durante le esplorazioni e le prime realizzazioni di impianti idroelettrici nella bassa Valtournenche, l'imprenditore e ingegnere Dino Lora Totino vede in Breuil-Cervinia la possibilità di realizzare una località turistica di prim'ordine. Fu così che nel 1934, insieme ad altri imprenditori piemontesi, Lora Totino fonda la Società Anonima Cervino, con l'obiettivo di trasformare Breuil-Cervinia in un'importante meta turistica, tramite la realizzazione di moderni impianti di risalita.

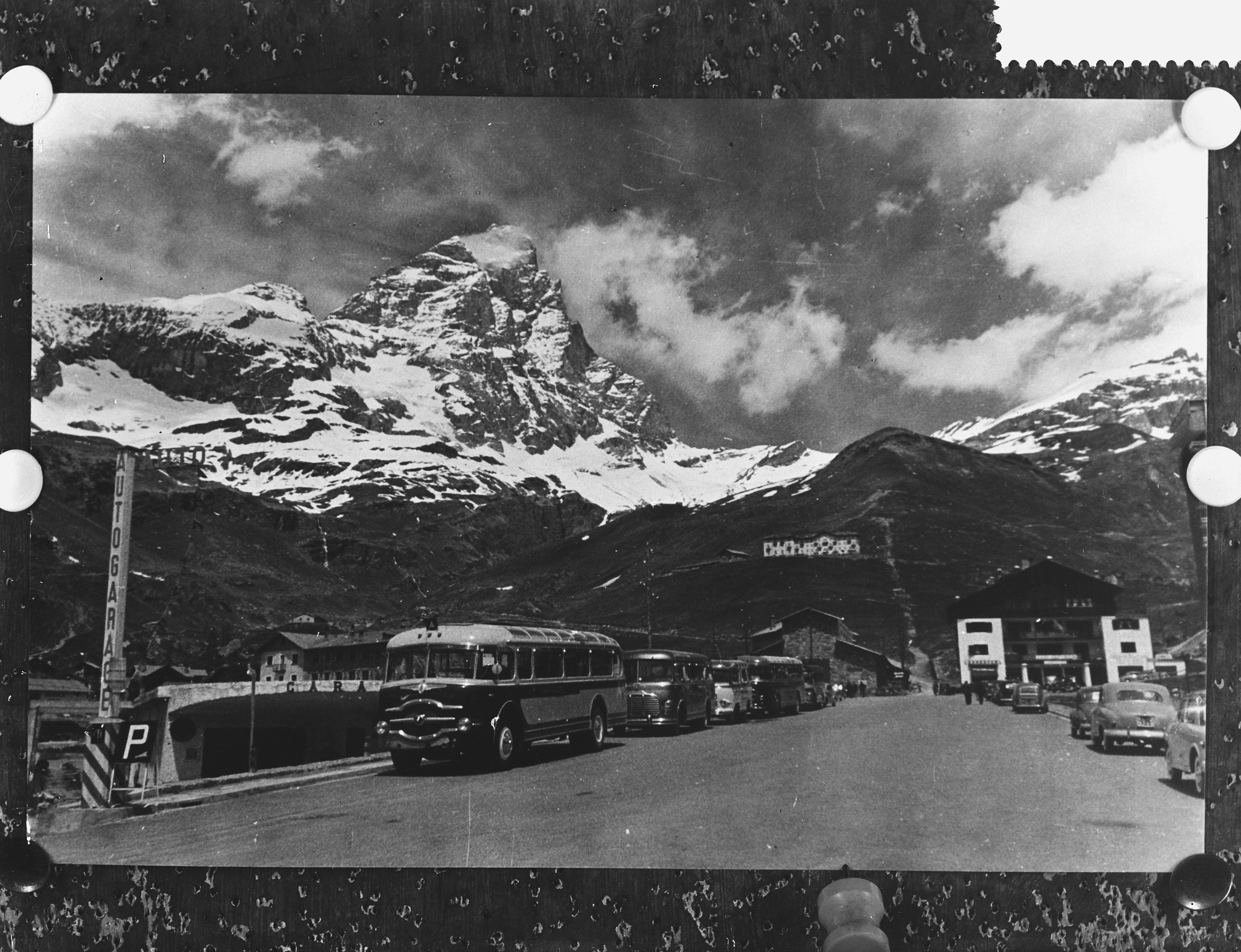
Cartolina degli anni '50

Nel 1934 venne realizzata la strada carrozzabile che collega il capoluogo di Valtournenche, Pâquier, al Breuil. Due anni dopo venne inaugurata la funivia Breuil-Plan Maison (2555 m s.l.m.).
Nel 1939 la ditta Agudio realizzò poi una nuova funivia che da Plan Maison saliva ai 3480 m s.l.m. della Testa Grigia, tra i ghiacci perenni del Plateau Rosa, al confine con la Svizzera. Si trattava di uno degli impianti più moderni del mondo e il più alto d'Italia. Nei pressi del Plateau Rosa venne costruito anche un osservatorio per la fisica dei raggi cosmici e per la fisica dell'atmosfera terrestre, oggi utilizzato come stazione di ricerca del Consiglio Nazionale delle Ricerche (CNR).
Nel dopoguerra vennero realizzati i primi skilift intorno a Breuil-Cervinia e a Plan Maison. Nel 1952, sempre su impulso di Dino Lora Totino, fu realizzata una nuova funivia che da Plan Maison raggiungeva il Furggen. Si trattava di una funivia a campata unica, ed era talmente lunga che per il tracciamento della stessa il progettista dovette tenere conto anche della curvatura terrestre. Tale funivia e la sua relativa pista erano così impervie che, a seguito della morte di alcune persone precipitate dal Furggen, venne deciso di realizzare un tunnel sulla montagna che avrebbe facilitato la discesa degli sciatori e degli operatori della Società Cervino sul ghiacciaio sottostante, evitando agli sciatori meno esperti di praticare la parte di pista più esposta.
Sempre negli anni '50, Breuil-Cervinia, Plateau Rosa e il Cervino vengono scelte dal Club Alpino Italiano e da Ardito Desio come località per preparare la famosissima spedizione al K2 del 1954, composta tra gli altri da Achille Compagnoni e Walter Bonatti.
Nel 1961 la funivia Plan Maison-Cime Bianche-Plateau Rosa fu affiancata da un nuovo impianto realizzato dalla Piemonte Funivie. Nel 1963 anche la funivia Breuil-Plan Maison, primo impianto realizzato a Breuil-Cervinia, fu sostituita da una nuova e capiente funivia; a fianco di questa ne venne realizzata anche una seconda, al fine di raddoppiare la portata oraria degli impianti.
Nel 1962, nei pressi del Lago Blu, venne portata a termine la realizzazione della pista di Bob "Lac Bleu", inaugurata dal campione olimpico Eugenio Monti. Qui venne costituita la prima scuola di bob delle Forze Armate Italiane d'Italia, avente a capo l'Aeronautica Militare Italiana, dove allenare piloti e frenatori.
Nel 1972 venne realizzata dalla ditta Leitner la prima seggiovia biposto presso Cielo Alto. Nel 1982 fu realizzato il collegamento con gli impianti sciistici di Valtournenche. Nel 1986 la funivia Breuil-Plan Maison 1 fu sostituita da una cabinovia a 6 posti Leitner, mentre nel 1988 fu aperta la lunga cabinovia Plan Maison-Laghi Cime Bianche. Nel 1991 la funivia di Plateau Rosa fu sostituita da una funivia con cabine da 140 persone, opera della ditta Hölzl. Le funi di acciaio di Cime Bianche sono state prodotte dalla ditta Redaelli di Gardone Val Trompia.
In seguito Breuil-Cervinia iniziò a patire un calo di presenze. Anche per questo nel 1993 venne chiusa e abbandonata la funivia del Furggen, scarsamente utilizzata per via del vento ed inoltre fortemente danneggiata a causa di un incidente. Nonostante ciò, nel 1995 venne realizzata la prima seggiovia ad ammorsamento automatico, denominata Bontadini, in sostituzione di un precedente skilift. Vennero potenziati anche gli impianti di innevamento artificiale. Tre anni dopo vennero costruite le seggiovie automatiche quadriposto Plan Maison e Fornet, in sostituzione degli skilift.
Negli anni 2000, la Società Cervino incontrò notevoli difficoltà economiche e non poté investire nella stazione. Nel 2006, grazie a dei finanziamenti regionali, fu possibile realizzare due moderne seggiovie, chiamate Crétaz e Campetto, in sostituzione dei vecchi skilift. Nel 2008 le sempre maggiori difficoltà finanziarie portarono la famiglia Cravetto, storico gestore degli impianti di Breuil-Cervinia, a decidere di vendere le quote di maggioranza della Cervino S.p.A.. Queste furono acquistate dalla Regione autonoma Valle d'Aosta (il 70% circa; il restante 30% gestito tra privati), e la società divenne quindi pubblica, come la maggior parte delle controparti valdostane operanti nel settore. Il primo passo della nuova gestione verso l'ammodernamento è stato fatto nel 2009, con l'inaugurazione della seggiovia esaposto Pancheron.

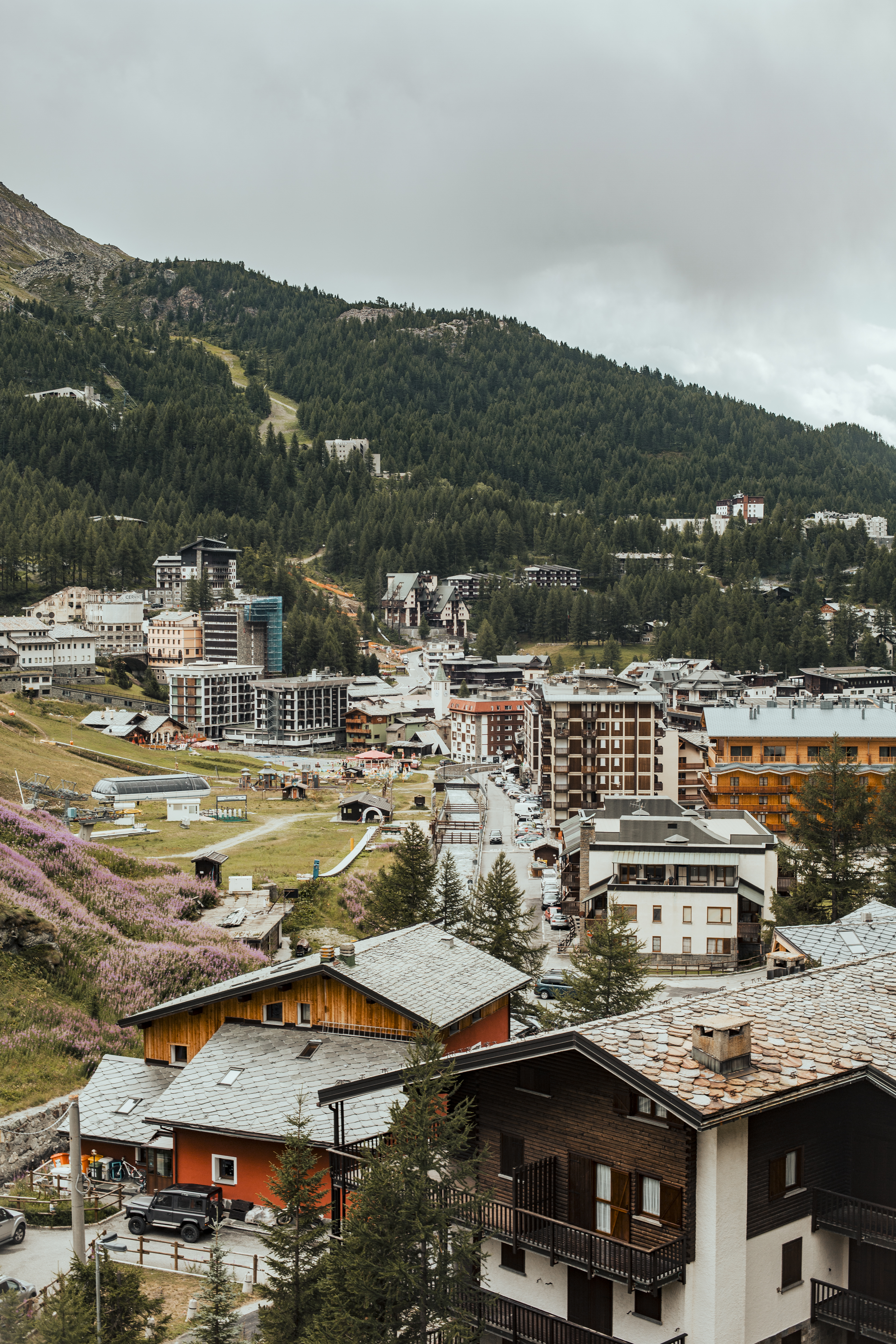
Via Jean-Baptiste Bich, località Campetto e, sullo sfondo, i boschi del Cielo Alto

Nel 2010, tuttavia, è stata smantellata la seggiovia biposto Bardoney, che era stata costruita nel 1980 in sostituzione all'omonimo vecchio e inadatto skilift. Nella stagione 2011-2012, la funivia del Plateau Rosa è rinnovata ad opera della ditta Doppelmayr.
Grazie alla sua rapida e costante crescita nei decenni del Novecento, Breuil-Cervinia e il suo comprensorio, inoltre, come molte altre località sciistiche quali Courmayeur, Chamonix-Mont-Blanc, Limone Piemonte, Pila, Sauze d'Oulx, Sestriere, Zermatt, Sankt Moritz, divenne un campo vergine per la sperimentazione architettonica e ingegneristica con l'obiettivo di sviluppare una architettura alpina moderna e nuove tecnologie da impiegare in edifici e trasporti a fune. Esempi di questa ricerca sono gli edifici di Cielo Alto, la Casa del Sole, il Rifugio Teodulo originale, il Rifugio Pirovano e, per quanto concerne gli impianti di risalita, la funivia Breuil-Plan Maison e l'albergo Gran Baita, la Funivia del Plateau Rosa, la funivia Plan Maison - Monte Furggen.
Tra gli architetti che hanno curato lo sviluppo urbano della località ci sono nomi importanti come Carlo Mollino, Francesco Dolza, Giovanni Muzio, Franco Albini e Mario Galvagni.

## Monumenti e luoghi d'interesse

### Aree naturali
- Lago Blu (Lac Bleu o Lac de Layet)
- Lago Goillet
- Plateau Rosa
- Plan Maison
- Colle superiore delle Cime Bianche

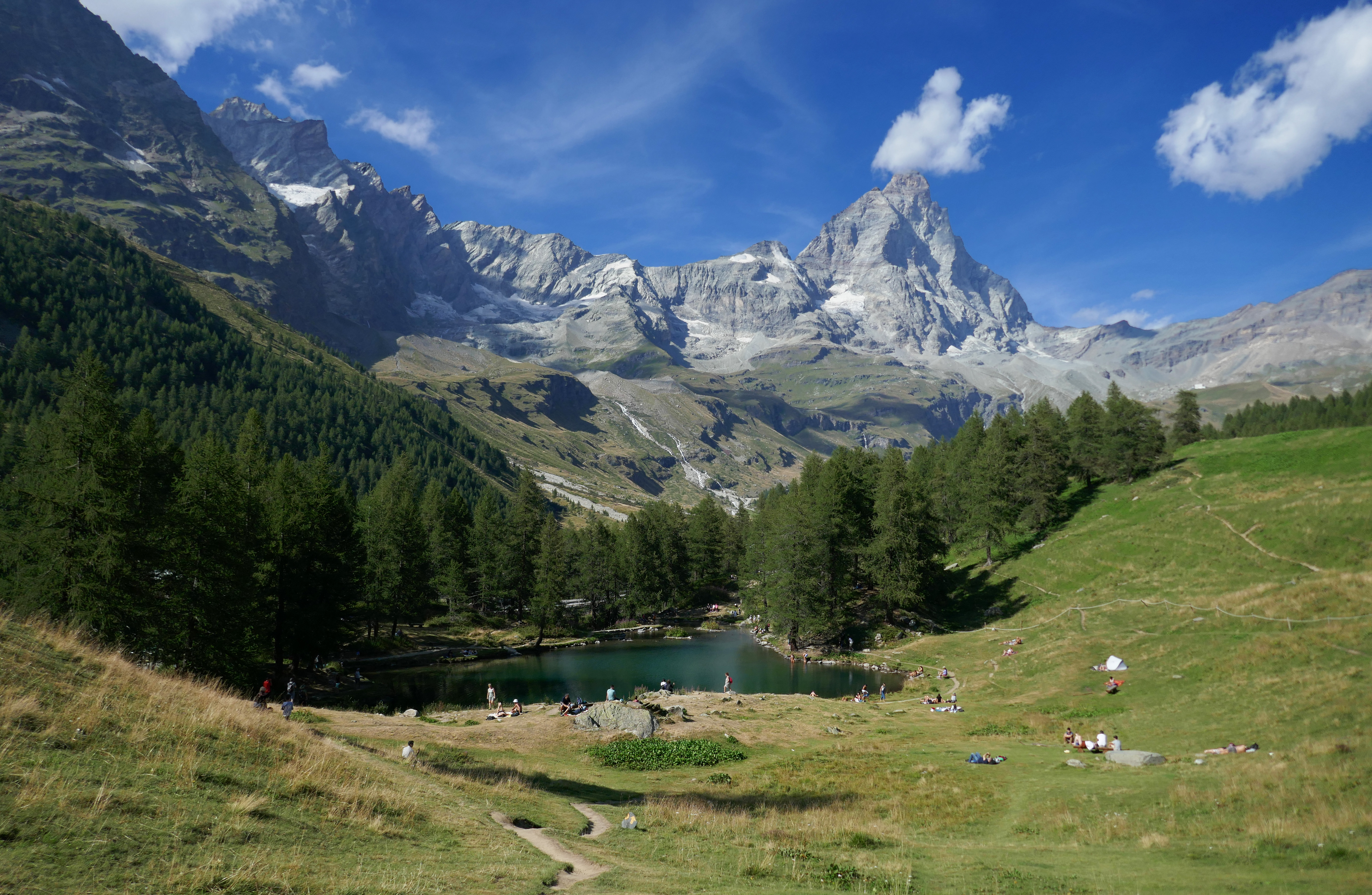
Lago Blu

- Bec del Pio Merlo

### Architetture civili
- Stazione di arrivo al Furggen (dell'architetto Carlo Mollino)
- Rifugio Jean-Antoine Carrel
- Rifugio Duca degli Abruzzi all'Oriondé
- Rifugio Giovanni Bobba
- Rifugio Guide del Cervino
- Rifugio Teodulo
- Complesso del Cielo Alto
- Casa del Sole
- Rifugio Pirovano
- Albergo Gran Baita
- Villa Rey
- Villa Bacchini

### Architetture religiose
- Chiesa parrocchiale di Maria Regina Vallis Augustanae
- Cappella di Notre-Dame-des-Ermites, edificata da Amé Perron e Jean-Antoine Aymonod nel XVIº secolo.
- Chiesa di Notre-Dame-des-Neiges, edificata negli anni '50.
- Cappella di Sant'Anna e San Giovanni Paolo II
- Chiesetta degli Alpini, dedicata al Battaglione Alpini Sciatori Monte Cervino
- Croce del Papa, dedicata a Papa Giovanni Paolo II
- Croce Carrel, dedicata a Jean-Antoine Carrel

## Economia

### Turismo invernale

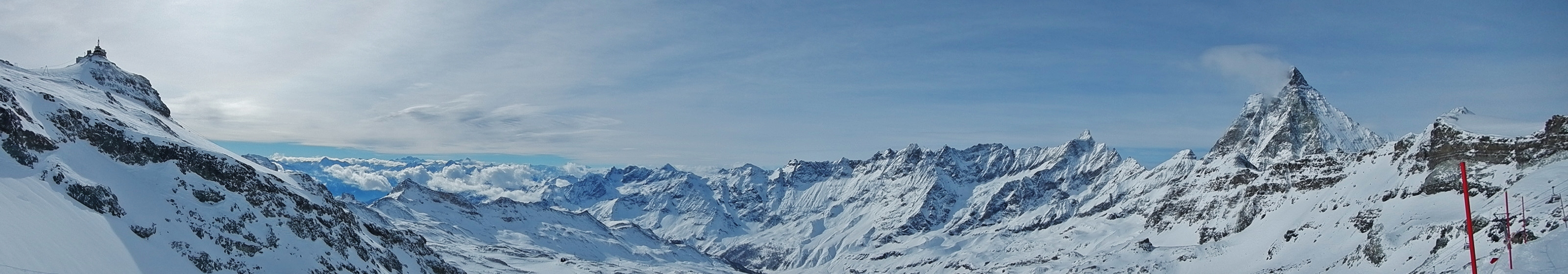
Panorama invernale di Breuil-Cervinia dal Colle del Teodulo

La principale risorsa economica di Breuil-Cervinia è il turismo: è infatti una delle località sciistiche più famose dell'arco alpino. Gli impianti di risalita sono collegati con quelli di Zermatt (Zermatt Bergbahnen), sul versante svizzero del Cervino, e con quelli di Valtournenche, formando così un unico comprensorio sciistico (con oltre 350 km di piste), conosciuto internazionalmente come Matterhorn Ski Paradise, Cervino Ski Paradise in italiano.
Nell'indotto turistico invernale sono comprese le numerose scuole di sci e di snowboard, anche storiche, con sede a Breuil-Cervinia, la Società Guide del Cervino, gli alberghi e il settore commerciale.
La Cervino s.p.a., fondata nel 1934 da Dino Lora Totino come Società Anonima Cervino, è una delle prime società di impianti a fune ad essere fondata in Italia, nonché in Valle d'Aosta. Tra i suoi primi amministratori delegato si ricorda il celebre imprenditore e dirigente sportivo valdostano Luigi Cravetto.

Nel 2012, Cervino S.p.a, proprietaria degli impianti sciistici del comprensorio di Breuil-Cervinia e Valtournenche, con sede a Breuil-Cervinia, possiede anche gli impianti di risalita del comune di Chamois e gli impianti di risalita del comune di Torgnon.

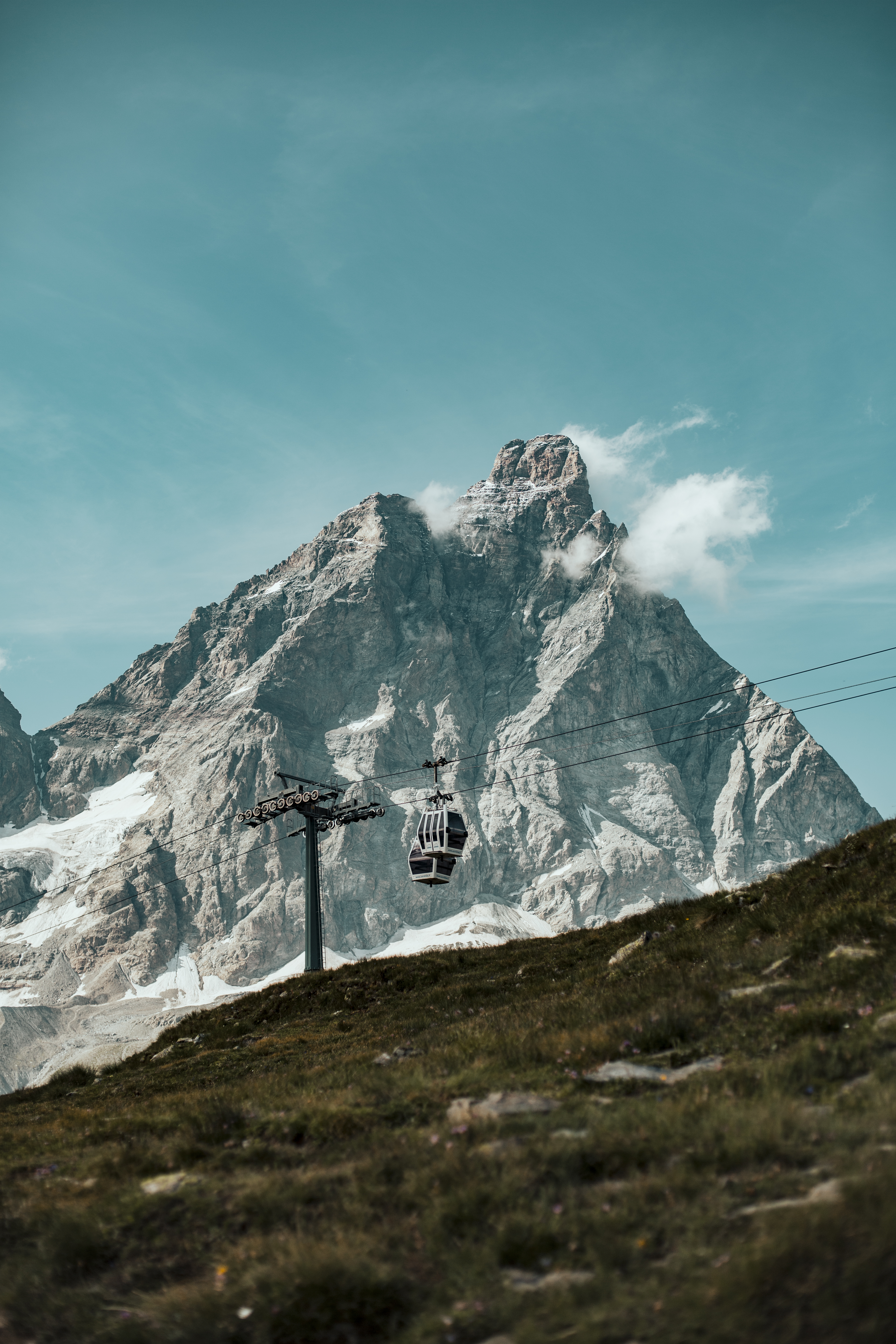
La telecabina per Plan Maison in estate e, sullo sfondo, il Cervino

#### Impianti sciistici del comprensorio di Breuil-Cervinia
Il comprensorio sciistico è molto vasto e garantisce buone qualità della neve durante la stagione, essendo ad una quota elevata (da 2 050 a 3 500 m s.l.m.).
Nel 2022, gli impianti di risalita sono i seguenti:
- Cabinovia Breuil-Plan Maison, costruita dalla ditta Leitner nel 1986 e rinnovata nel 2006 (con sostituzione delle vecchie cabine Leitner con cabine della ditta svizzera CWA)
- Funivia Breuil-Plan Maison 2, costruita dalla ditta Ceretti & Tanfani nel 1963
- Cabinovia Plan Maison-Laghi Cime Bianche, costruita dalla ditta Leitner nel 1988 e rinnovata nel 2008
- Funivia Laghi Cime Bianche-Plateau Rosa, costruita dalla ditta Hölzl nel 1991, rinnovata nel 2011
- Seggiovia quadriposto Plan Maison, costruita dalla ditta Leitner nel 1998
- Seggiovia quadriposto Fornet, costruita dalla ditta Leitner nel 1998
- Seggiovia quadriposto Bontadini, costruita dalla ditta Leitner nel 1995
- Seggiovia esaposto Crétaz, costruita dalla ditta Leitner nel 2006
- Seggiovia esaposto Pancheron, costruita dalla ditta Leitner nel 2009
- Seggiovia quadriposto Campetto, costruita dalla ditta Leitner nel 2006
- Seggiovia biposto Cielo Alto, costruita dalla ditta Leitner nel 1972, ristrutturata nel 2005
- Seggiovia triposto Lago Goillet, costruita dalla ditta Leitner nel 1988
- Seggiovia esaposto Gran Sommetta, costruita dalla ditta Leitner nel 2022, a sostituzione dello skilift.
- Skilift baby La Vieille, costruito dalla ditta Leitner nel 1990
- Tapis roulant Crétaz, costruito nel 2006
- Tapis roulant Plan Maison, costruito nel 2010

Breuil-Cervinia è collegata, tempo permettendo, con Zermatt (nel periodo di apertura degli impianti italiani) tramite il ghiacciaio del Plateau Rosa e con la parte del comprensorio di Valtournenche tramite il Colle superiore delle Cime Bianche. Grazie all'altezza considerevole del comprensorio (2 000-3 500 metri sul versante del Breuil, fino ai 3 900 metri della Gobba di Rollin sul versante svizzero), la stagione sciistica si prolunga dai primi di novembre ai primi di maggio. È inoltre possibile praticare lo sci estivo sulle piste del ghiacciaio del Plateau Rosa, utilizzando gli impianti svizzeri.
Breuil-Cervinia ha anche un impianto di sci di fondo nei pressi dei piani dediti a campo da golf nella stagione estiva.

### Turismo estivo

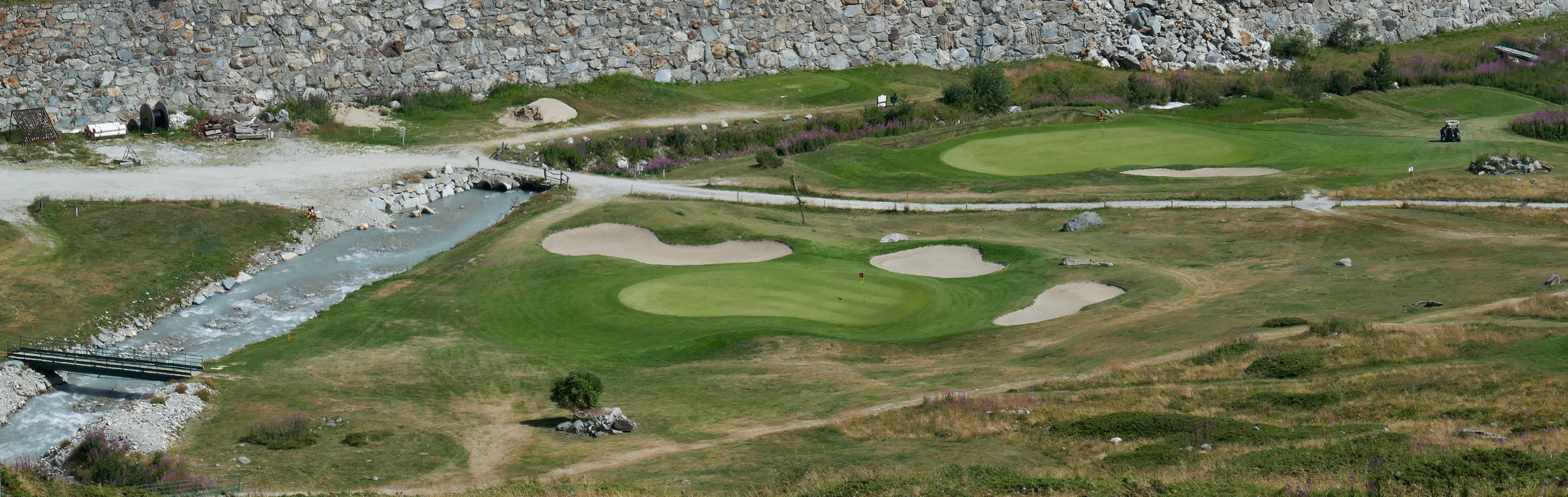
Vista aerea di parte del percorso del Golf Club del Cervino e del torrente Cherillon

In estate sono molteplici le attività e gli eventi che Breuil-Cervinia offre.

#### Golf Club del Cervino
Nella stagione estiva è possibile praticare il golf presso il Golf Club del Cervino, a 18 buche, uno dei campi situati ad altezza più elevata nel mondo (con i suoi 2050 m), e fondato nel 1955.

#### Alpinismo
Breuil-Cervinia è inoltre il punto di partenza, tramite la via normale italiana e altre vie sulla parete sud, per le scalate alpinistiche sul Cervino, vetta che ha fatto la storia dell'alpinismo europeo sulle Alpi.
La località è, inoltre, il punto di partenza di diverse scalate alpinistiche verso le cime delle Grandes Murailles e del Breithorn occidentale.

#### Escursionismo e mountain bike
La località alpina offre anche numerosi percorsi escursionistici di media e alta quota dai panorami mozzafiato sulla Valtournenche, sulla Val d'Ayas, sulla Mattertal e sulle diverse cime che sovrastano la Valle d'Aosta e il Vallese svizzero.
Particolarmente celebre è il Tour del Cervino, un percorso escursionistico circolare attorno al Cervino che interessa le molteplici vallate che si sviluppano alle pendici del monte.
Breuil-Cervinia, inoltre, nella ultima decade si è trasformata in un importante polo per l'escursionismo in mountain bike e il downhill, offrendo diversi tracciati e sentieri adatti a tutte le difficoltà. Nel 2011 sono stati inseriti due tracciati, oltre a quelli già presenti, che hanno portato a ben quattro i percorsi per la pratica del downhill e del freeride. Al 2014 il numero dei percorsi è pari a nove, includendo quelli che si sviluppano verso il paese di Valtournenche.

#### Tennis
Nei pressi della partenza della segnavia che conduce alla Chiesetta degli Alpini e alla Croce del Papa, in via Camillo Pellissier, è presente una struttura all'aria aperta composta da due campi da tennis con superficie in cemento, aperti esclusivamente nella stagione estiva.

### Allevamento
Lì dove d'inverno vi sono le piste da sci e tutt'intorno al borgo montano, d'estate sono numerosi gli alpeggi che ospitano allevatori di bovini di razza valdostana pezzata rossa e razza valdostana pezzata nera, di capre e di pecore. Consistente, infatti, è la produzione di formaggi.
D'estate è possibile partecipare a un interessante progetto turistico che coinvolge diverse località della Valle d'Aosta, tra cui Breuil-Cervinia, chiamato Alpages Ouverts. Alpages Ouverts permette ai turisti di assistere per un giorno alla vita d'alpeggio con degustazioni di formaggi autoctoni come la Fontina DOP e di diverse tome d'alpeggio locali.
Talvolta è possibile vedere un numero discreto di arnie in mezzo ai prati estivi. Questo perché la ricca flora di alta montagna presente permette agli apicoltori di produrre ottimi mieli nel periodo estivo.

### Energia
Breuil-Cervinia ospita un bacino idrico per la produzione di energia idroelettrica.
Il bacino è quello del lago Goillet, formato dalla costruzione della diga realizzata tra il 1939 e il 1947. Il muro di sbarramento perfettamente rettilineo è alto 48,60 metri ed è capace di trattenere fino a 11 milioni di metri cubi di acqua, che a loro volta confluiscono in una condotta forzata verso i generatori della centrale di Perrères, nelle vicinanze di Breuil-Cervinia. Il bacino fa parte degli impianti di produzione di energia elettrica della società Compagnia Valdostana delle Acque (CVA).

## Cultura

### Istruzione
A Breuil-Cervinia sono presenti la scuola dell'infanzia e la scuola elementare del Breuil, costruite in un complesso nei pressi della Casa del Sole tra la fine degli anni '80 e l'inizio degli anni '90.
Le scuole dell'infanzia ed elementari del Breuil partecipano al Concours Cerlogne, un concorso di teatro in patois per bambini che si tiene in una località differente della Valle d'Aosta ogni anno.
Precedentemente le scuole si situavano nei pressi dei campi da tennis in via Camillo Pellissier, distrutte da una valanga nell'inverno del 1980.
Le scuole medie si trovano nel capoluogo di Valtournenche.

### Ricerca
Nei pressi del Plateau Rosa nel 1947 entrò in funzione un osservatorio per la fisica dei raggi cosmici e per la fisica dell'atmosfera terrestre, oggi utilizzato come stazione di ricerca del Consiglio Nazionale delle Ricerche (CNR).
È anche una stazione meteorologica. Quella del Plateau Rosa, infatti, è la stazione meteorologica di riferimento per il servizio meteorologico dell'Aeronautica Militare e per l'Organizzazione Mondiale della Meteorologia, relativa all'area alpina della Valle d'Aosta.
È la stazione meteorologica ufficiale della rete WMO situata alla quota più elevata dell'intero territorio nazionale italiano. Inoltre, i valori che vi si rilevano sono fondamentali per lo studio dei ghiacciai alpini di alta quota.

#### Temperature estreme mensili registrate dal 1951 ad oggi
Nella tabella sottostante sono riportate le temperature massime e minime assolute mensili, stagionali ed annuali dal 1952 ad oggi, con il relativo anno in cui queste sono state registrate. La massima assoluta del periodo esaminato di +14,2 °C è del luglio 1952, mentre la minima assoluta di -34,6 °C risale al marzo 1971.
| PLATEAU ROSA (1951-2022) | Mesi         | Mesi         | Mesi         | Mesi         | Mesi         | Mesi         | Mesi         | Mesi         | Mesi         | Mesi         | Mesi         | Mesi         | Stagioni | Stagioni | Stagioni | Stagioni | Anno  |
| PLATEAU ROSA (1951-2022) | Gen          | Feb          | Mar          | Apr          | Mag          | Giu          | Lug          | Ago          | Set          | Ott          | Nov          | Dic          | Inv      | Pri      | Est      | Aut      | Anno  |
| ------------------------ | ------------ | ------------ | ------------ | ------------ | ------------ | ------------ | ------------ | ------------ | ------------ | ------------ | ------------ | ------------ | -------- | -------- | -------- | -------- | ----- |
| T. max. assoluta (°C)    | 4,0 (1999)   | 5,8 (1998)   | 6,3 (1990)   | 8,2 (1987)   | 11,4 (2009)  | 12,6 (2011)  | 14,2 (1952)  | 14,0 (1998)  | 11,0 (2006)  | 6,6 (1997)   | 4,8 (2015)   | 2,4 (1993)   | 5,8      | 11,4     | 14,2     | 11,0     | 14,2  |
| T. min. assoluta (°C)    | −30,4 (1962) | −34,0 (1956) | −34,6 (1971) | −27,6 (1956) | −22,4 (1957) | −16,6 (1953) | −13,0 (1954) | −12,7 (1972) | −15,8 (2007) | −20,2 (1992) | −29,1 (1988) | −28,5 (2001) | −34,0    | −34,6    | −16,6    | −29,1    | −34,6 |

### Musei

#### Capanna Luigi Amedeo di Savoia
Secondo per costruzione solo al rifugio della Cravate voluto da Amé Gorret e Jean-Antoine Carrel, la Capanna Luigi Amedeo di Savoia del 1893, precedentemente sulla via normale italiana al Cervino e oggi in centro a Breuil-Cervinia, è visitabile a tutti nei pressi della Casa delle Guide.

#### Museo del lavoro a Plateau Rosa
Il Museo del lavoro a Plateau Rosa è un piccolo museo ad ingresso gratuito in cui sono esposti cimeli, fotografie e macchinari che riguardano la storia della realizzazione degli impianti di risalita a Breuil-Cervinia. L'esposizione è all'interno della vecchia stazione di arrivo della funivia del Plateau Rosa.

Leo Gasperl

### Tradizioni

#### Costume tradizionale di Breuil-Cervinia
Il costume tradizionale di Breuil-Cervinia venne ideato e prodotto da Luciana Albano Gasperl, moglie di Leo Gasperl, nella Boutique Gasperl del centro di Breuil-Cervinia, oggi chiusa.
Luciana Gasperl si ispirò ai colori tradizionali valdostani, ai colori dei fiori che crescevano nei piani del Breuil e dalla neve che li ricopriva d'inverno.
Esistono la versione femminile, composto da gonna nera, trama floreale con merlature rosse, camicia bianca, gilet nero, scialle rosso, foulard rosso e copricapo nero che riprende le trame della gonna con ricami dorati; e la versione maschile, composto da calzettoni di lana bianchi, pantaloni neri, camicia bianca, gilet nero, frac nero con colletto rosso, due sfere rosse al collo legate ad un cordino intorno al collo e un cappello nero con rimandi rossi e ricami dorati.
Nel 1950 vinse un premio di stile e nel 1959 venne accolto dalla regione autonoma Valle d'Aosta tra i costumi riconosciuti della Valle d'Aosta.

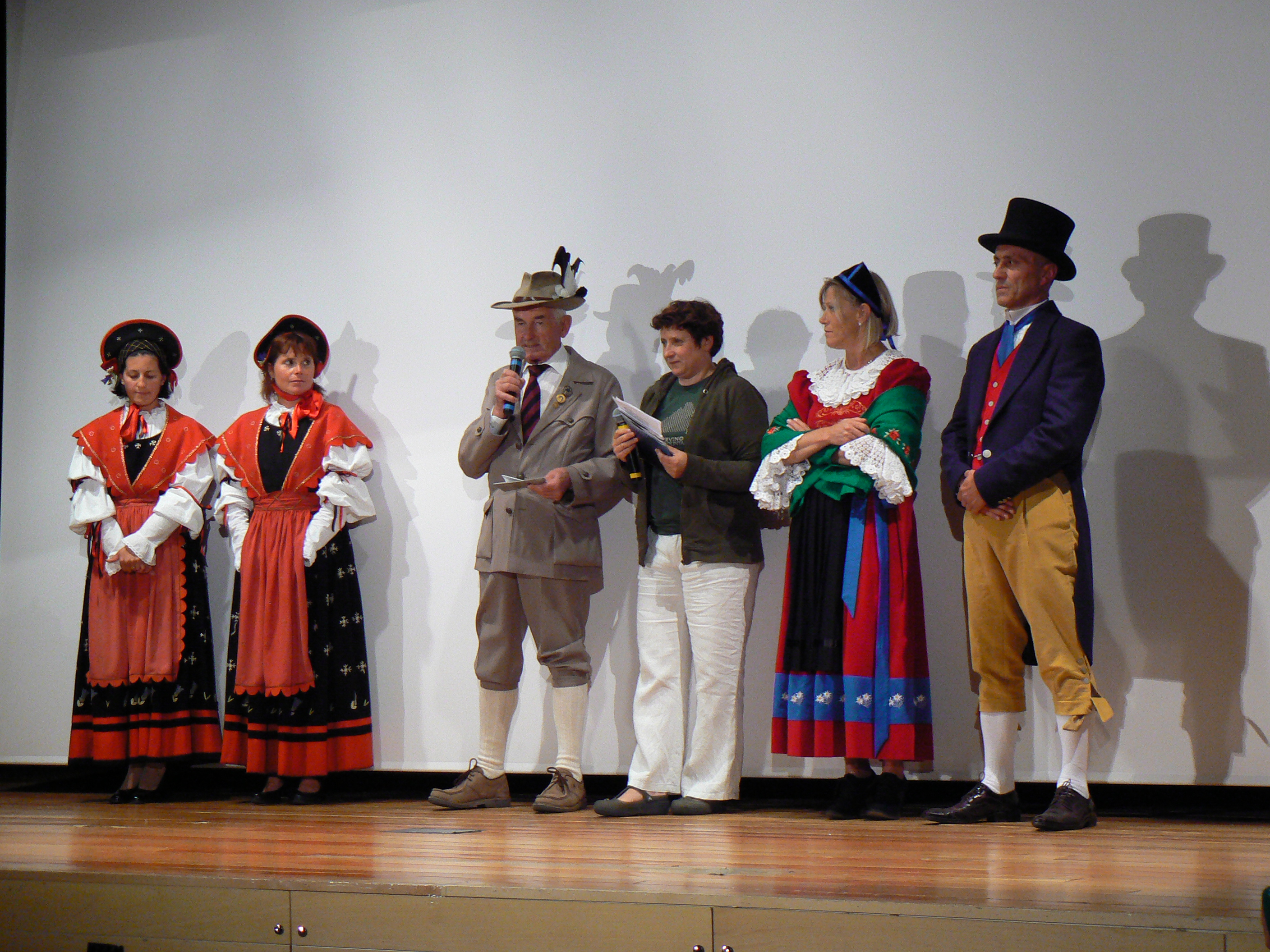
Il costume tradizionale di Breuil-Cervinia (a sinistra) e il costume tradizionale di Valtournenche (a destra) al Cervino Cinemountain

#### Carnevale di Breuil-Cervinia
Il Carnevale di Breuil-Cervinia ha radici piuttosto recenti.
Negli anni '50 e '60 si svolgeva il carnevale con il costume tradizionale di Breuil-Cervinia e veniva eletta una donna del paese chiamata a vestirsi con il costume della Dama Bianca (il nome con cui talvolta si definisce la neve, abbondante a Cervinia).
Caduta in disuso, questa tradizione è stata ripresa nell'ultimo decennio associando l'abito della Dama Bianca alla leggenda del gigante Gargantua.
La leggenda narra che, infastidito dalla presenza del freddo manto della Dama Bianca, Gargantua scende dalla montagna per rapirla. Nella notte in cui Gargantua trattiene a casa sua la Dama Bianca, il gigante capisce l'importanza della presenza della stessa in paese. Quindi, dispiaciuto, la riporta dove l'aveva rapita, sigillando un patto di rispetto e di salvaguardia della Dama Bianca e del paese.
Ogni anno, quindi, vengono eletti un uomo e una donna di Breuil-Cervinia per vestire i panni di Gargantua e della Dama Bianca. Inoltre, il Carnevale di Breuil-Cervinia è gemellato al Carnevale Storico di Verrès, uno dei più importanti della tradizione valdostana, che lo vede partecipe nelle vie del centro di Breuil-Cervinia insieme ai costumi tipici della località.

#### La leggenda di Gargantua e il Cervino
La leggenda di Gargantua e il Cervino è una storia che si racconta ai piccoli di Breuil-Cervinia, della Valtournenche e di tutta la Valle d'Aosta.
Il gigante era stato accolto con affetto dagli abitanti e li ricambiava aiutandoli a svolgere alcuni lavori che per loro erano faticosissimi, mentre a lui non richiedevano alcuno sforzo. Con una sola mano egli era in grado di deviare il corso di un torrente o di raccogliere in un baleno un intero raccolto di fieno. La gente, sapendo che egli amava la calma, cercava di non disturbarlo troppo, ma talvolta i bambini chiedevano di poter salire sulle sue mani, mentre altri volevano che narrasse le sue innumerevoli avventure.
Lui con gioia, raccontava di tempeste incredibili e terre lontane. Talvolta, mentre ricordava i suoi viaggi, riaffiorava in lui il desiderio di conoscere cose nuove e vedere altri luoghi. Un giorno, in preda ad una crescente curiosità decise di scoprire cosa c'era al di là delle grandi montagne che circondavano la valle. All'alba partì per arrivare in cima alle vette. Gargantua faceva attenzione a non rovinare con i suoi passi i campi dei suoi amici e ben presto arrivò ai piedi dei ghiacciai. Quando cercò di salire sul ghiacciaio, a causa del suo peso, dopo qualche passo fece cadere la roccia e tutta la montagna crollò. Solo una piramide di ghiaccio riuscì a salvarsi perché si trovava tra le gambe divaricate di Gargantua. Quella montagna che svettava solitaria in cielo regalava uno scenario mozzafiato, più bello di quello precedente. Quel giorno il gigante aveva fatto nascere il Cervino.»

### Cinema
Breuil-Cervinia è stata più volte set di diversi film, soprattutto di produzione italiana, ma non solo.
- La dama bianca (1938)
- La grande conquista (1938)
- La donna della montagna (1943)
- La sfida del terzo uomo (1959). Di produzione Disney, il film è basato sul romanzo Banner in the Sky di James Ramsey Ullman. Il film è ambientato tra le versioni fittizie di Zermatt e Breuil-Cervinia, nel film rispettivamente Kurtal e Broli.
- I due pezzi da 90 (1971), con la coppia comica Franco e Ciccio.
- La fine dell'innocenza (1976)
- Figli delle stelle (2010)
- Cervino - La montagna del mondo (2015). Documentario di Nicolò Bongiorno presentato al festival cinematografico Cervino Cinemountain.
- Radhe Shyam (2022). Film di Bollywood ambientato nell'Italia degli anni '70[17].

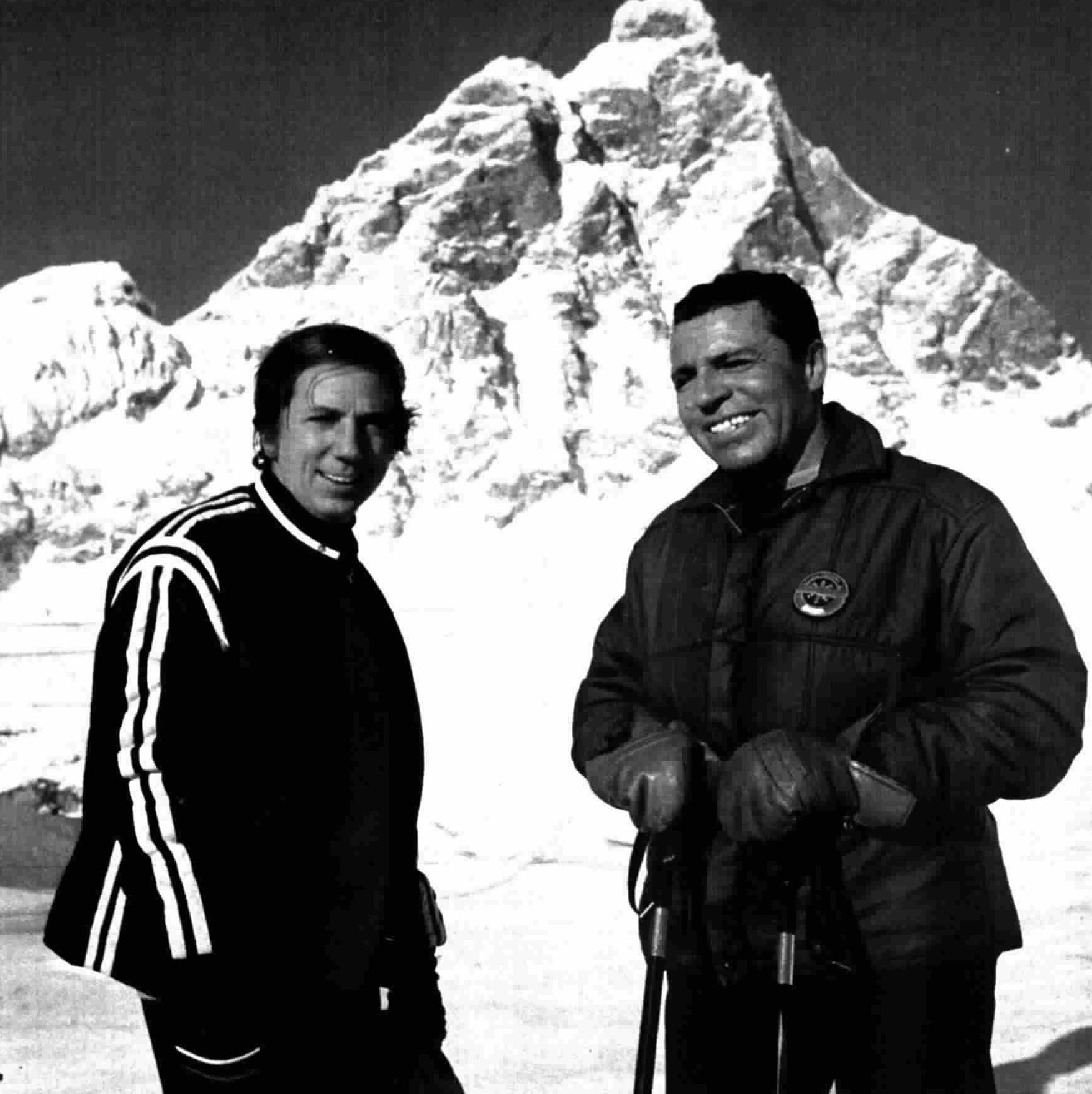
Mike Bongiorno e Achille Compagnoni

### Televisione
Breuil-Cervinia è stata più volte cornice di diverse produzioni televisive, soprattutto di produzione italiana, tra le quali:
- I ragazzi della 3ª C (stagione 1, episodio 8, "Buon Natale", 1987)
- Licia dolce Licia (1987)
- Un posto al sole (stagione 18, episodio speciale Un posto al sole coi fiocchi, 2013)
- Linea Bianca (varie stagioni del programma televisivo)
- Eurovision Song Contest 2022 (cartolina di presentazione per il concorrente di Cipro)
- Bruno Barbieri - 4 hotel (quinta edizione, ottava puntata, 2022) (un albergo in gara si trova a Cervinia)
- MasterChef Italia (stagione 12, ottava puntata, episodio 16, 2023)

Breuil-Cervinia, inoltre, è un luogo molto vicino a Mike Bongiorno e alla sua famiglia, tanto da diventare cittadino onorario del comune di Valtournenche nel 1999 e da ricevere l'onorificenza di Ami de la Vallée d'Aoste nel 2007. Infatti, la località di Breuil-Cervinia e il Cervino vennero scelti come ambientazione di alcuni episodi dei suoi show televisivi e per la celebre pubblicità del Carosello del 1976 di una nota grappa, coniando la ancor più celebre frase "Sempre più in alto!".

### Musica
Nella stagione invernale a cavallo tra il 1982 e il 1983, Mike Bongiorno conduce la prima edizione di Superflash, un gioco televisivo a premi trasmesso su Canale 5. Molto celebri erano le sigle musicali del programma, ma una in particolare è tutt'oggi la più ricordata: Amico è di Dario Baldan Bembo. Il brano venne rilasciato come singolo a 45 giri e fu accompagnato da un videoclip girato proprio a Breuil-Cervinia.

## Sport

### Sci alpino
Numerose sono le squadre agonistiche e gli sci club con sede a Breuil-Cervinia, così come sono numerose le squadre - anche di caratura nazionale - che sia nella stagione invernale, sia nella stagione estiva soggiornano a Breuil-Cervinia per gli allenamenti in vista di campionati minori, dei Campionati Italiani di sci alpino, della Coppa Europa di sci alpino e della Coppa del Mondo di sci alpino, tutte competizioni ospitate almeno una volta dalla località valdostana.

#### Coppa del Mondo di sci alpino
Breuil-Cervinia ha ospitato la Coppa del Mondo di sci alpino femminile nella stagione 1977-1978 il 10 dicembre 1977, la prima volta nella storia della località alpina, con una tappa dedicata allo slalom speciale sulla pista di Cielo Alto. La competizione venne vinta dalla francese Perrine Pelen, seguita dalla connazionale Fabienne Serrat e da Hanni Wenzel, che vinse la classifica generale e la classifica di specialità dello slalom speciale della stagione.

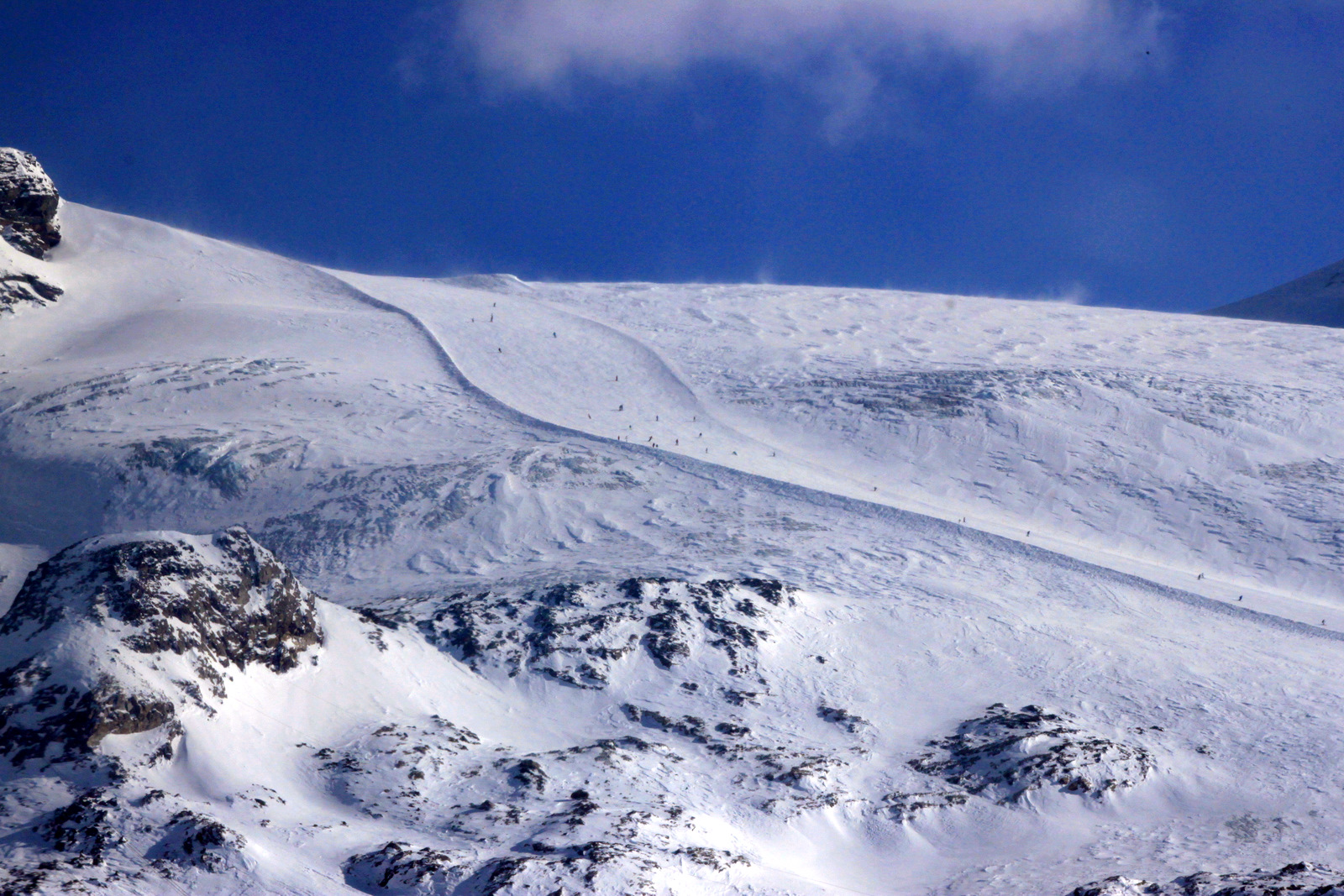
La pista del Ventina

A partire dalla stagione 2022-2023, rimandata poi alla stagione 2023-2024 per mancanza di neve nell'ultimo tratto della pista, Breuil-Cervinia e Zermatt (Svizzera) ospiteranno una tappa transfrontaliera della Coppa del Mondo di sci alpino. Sarà la prima volta nella storia della Coppa. Le gare che verranno disputate saranno di discesa libera, sia maschile, sia femminile. La pista designata è la Gran Becca, frutto della commistione di più piste del comprensorio del Matterhorn Ski Paradise: gli atleti partiranno dai 3 899 m.s.l.m della Gobba di Rollin, in territorio elvetico, percorreranno la pista Ventina, in territorio italiano, e arriveranno in prossimità della stazione di Cime Bianche Laghi. Il nome è quello del Cervino in patois valtournain.

#### Azzurrissimo
Un evento particolare e spettacolare legato allo sci alpino a Breuil-Cervinia fu Azzurrissimo, una competizione sciistica sviluppata sulla pista del Ventina, lunga 11 chilometri e delimitata dal numero simbolico di 100 porte. All'evento partecipavano sci club, centri sportivi, gruppi sportivi militari, ma anche persone comuni, persone dello spettacolo, giornalisti e atleti. Lo spirito della competizione, infatti, si reggeva sul confronto di tutti contro tutti sugli sci, mischiando le diverse discipline dello sci alpino in un unico evento. Divenne un evento internazionale, con la partecipazione di atleti da diverse nazioni e con la creazione di una rete di eventi gemellati ad Azzurrissimo a Crans Montana e a Baqueira-Beret. La prima edizione di Azzurrissimo fu nel 1987 e la decima ed ultima fu nel 1998. Veniva corsa nei primi giorni di maggio, a fine stagione agonistica e al termine dei diversi campionati. Ciò permetteva la presenza di grandi nomi della disciplina e di assegnare il premio di Sci club più veloce d'Italia.

### Snowboard cross
Breuil-Cervinia ha ospitato la Coppa del Mondo di snowboard cross per quattro volte, nelle stagioni 2018, 2019, 2020, 2022, diventando una tappa fissa del circuito. È prevista una tappa anche per la stagione 2023. Breuil-Cervinia avrebbe dovuto ospitare anche una tappa nella stagione 2021, che venne annullata a causa della pandemia da Coronavirus.

### Ciclismo

#### Giro d'Italia
Per cinque volte Breuil-Cervinia è stata sede di arrivo di una tappa del Giro d'Italia, nel 1960, nel 1997, nel 2012, nel 2015 e nel 2018.
| Anno | Tappa | Partenza                   | km  | Vincitore di tappa | Maglia rosa      |
| ---- | ----- | -------------------------- | --- | ------------------ | ---------------- |
| 1960 | 12ª   | Asti > Cervinia            | 176 | Addo Kazianka      | Jos Hoevenaers   |
| 1997 | 14ª   | Racconigi > Cervinia       | 238 | Ivan Gotti         | Ivan Gotti       |
| 2012 | 14ª   | Cherasco > Cervinia        | 205 | Andrey Amador      | Ryder Hesjedal   |
| 2015 | 19ª   | Gravellona Toce > Cervinia | 236 | Fabio Aru          | Alberto Contador |
| 2018 | 20ª   | Susa > Cervinia            | 214 | Mikel Nieve        | Chris Froome     |

#### Giro ciclistico della Valle d'Aosta
Le strade di Breuil-Cervinia hanno ospitato anche numerose edizioni del Giro ciclistico della Valle d'Aosta, un importante evento dedicato agli under-23 e che ha lanciato numerosi ciclisti di fama internazionale come Ivan Gotti e Fabio Aru, diventando una tappa classica del giro ciclistico.

#### Maxiavalanche
In estate si può praticare il downhill su sentieri attrezzati. Molto nota è la competizione della Maxiavalanche, che viene organizzata intorno ad agosto e che consiste in una discesa dai 3500 m del ghiacciaio del Plateau Rosa alla località di Breuil-Cervinia. 

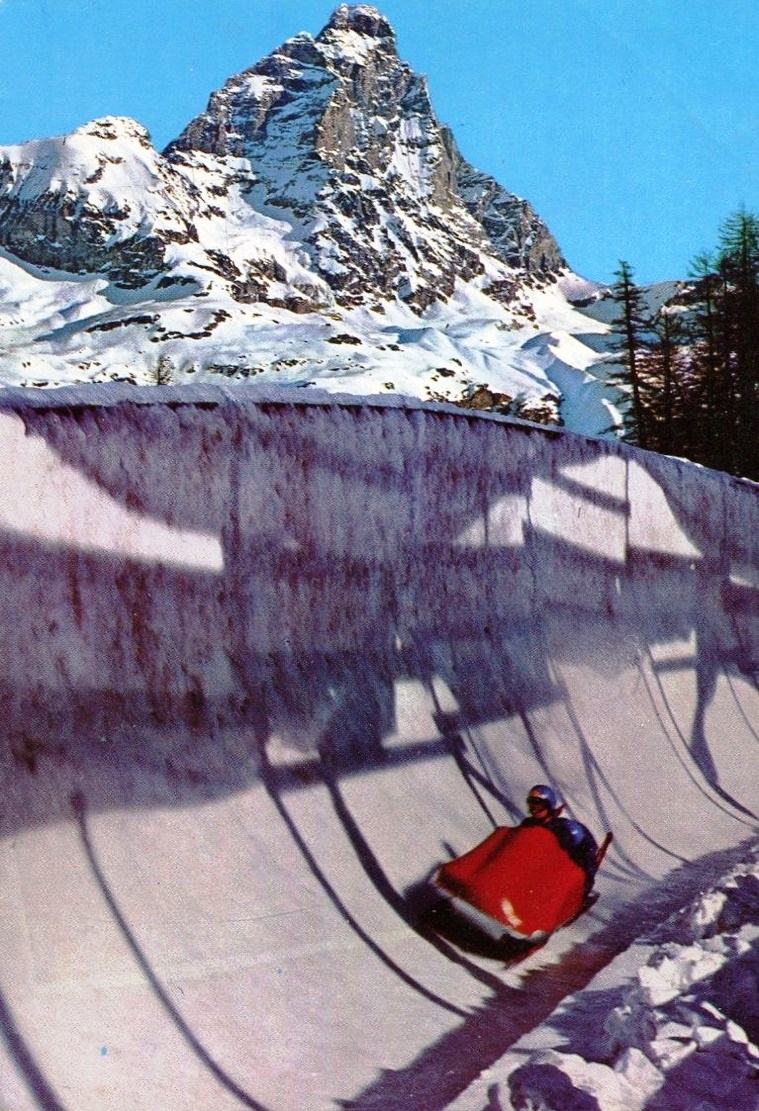
La pista di bob del Lago Blu

### Bob e skeleton
A Breuil-Cervinia era situata la pista di bob "Lac Bleu" che fu sede dei campionati mondiali per tre volte: nel 1971, nel 1975 e nel 1985; ospitò inoltre i campionati europei in quattro occasioni: nel 1969, nel 1973, nel 1987 e nel 1991. Nel 1991 fu definitivamente dismessa per via dei costi di gestione molto elevati e per il costo delle ristrutturazioni a cui la pista avrebbe dovuto sottoporsi.
La pista di bob avrebbe potuto essere un impianto olimpico in due occasioni: la prima con la candidatura della città di Aosta ad ospitare i XVIII Giochi Olimpici Invernali nel 1998, assegnati poi alla città di Nagano. La seconda, quando l'impianto venne preso in considerazione per disputare le gare di bob, skeleton e slittino dei XX Giochi Olimpici Invernali di Torino 2006, ma venne scelto di costruire l'impianto olimpico di Cesana Pariol.

Zeno Colò a Breuil-Cervinia per la disciplina del Kilometro Lanciato

### Sci di velocità (speed skiingo kilometro lanciato)
Breuil-Cervinia fu teatro di diverse edizioni di competizioni di sci di velocità. La pista fu spesso l'unica nel circuito che permetteva di registrare nuovi record della disciplina.
Zeno Colò qui registrò il suo record di 159,291 km/h nel 1947 che resistette per 13 anni, utilizzando sci normali e scendendo senza casco.
Nel 2005 si disputarono i Campionati del Mondo a Breuil-Cervinia.

### Sci alpinismo
Lo sci alpinismo a Breuil-Cervinia è un vero e proprio simbolo. Prima che venissero realizzati gli impianti di risalita, i cosiddetti campi da sci erano invasi da sciatori che praticavano lo sci alpinismo partendo da Breuil-Cervinia, arrivando a Plan Maison e, i più esperti e temerari, arrivando fino a Plateau Rosa, per poi scendere di nuovo a valle.

#### Trofeo Mezzalama
Breuil-Cervinia, insieme a Gressoney-La-Trinité, ospita una delle più antiche e storiche gare di sci alpinismo: il Trofeo Mezzalama.
Dalla prima edizione del 1933, Breuil-Cervinia ospita ancora oggi il Trofeo Mezzalama, una delle più antiche e storiche gare di sci alpinismo del mondo. La prima edizione è stata organizzata dallo Ski Club Torino, dal Club Alpino Italiano e dal Club Alpino Accademico in ricordo di Ottorino Mezzalama, deceduto nel 1931. Le prime sei edizioni furono consecutive fino al 1938, visto l'inizio del secondo conflitto mondiale, a causa del quale il Trofeo venne messo in pausa. Terminata la guerra, però, il Trofeo non riprese subito il suo corso. Infatti, visti gli elevati oneri organizzativi, venne messo in pausa fino al 1971, quando venne di nuovo organizzato per la settima edizione. Le successive edizioni vennero organizzate a cadenza biennale fino alla decima del 1978. Da qui vi fu un'altra pausa, lunga quasi vent'anni, fino ad arrivare all'edizione numero undici del 1997 dove, per la prima volta, vennero accolte anche squadre femminili. Dal 1997 ci furono undici ulteriori edizioni a cadenza biennale fino alla ventiduesima del 2019. La ventitreesima edizione si sarebbe dovuta tenere nel 2021, ma venne rimandata al 2023 per via della pandemia da COVID-19. Di norma con partenza a Breuil-Cervinia e arrivo a Gressoney-La-Trinité, in occasione del centocinquantesimo anno della prima salita al Cervino del 2015, venne presa la decisione di invertire il percorso per la ventesima edizione svoltasi quell'anno, facendo arrivare la gara a Breuil-Cervinia. Nel 2010 la competizione è stata inserita nel circuito internazionale Grande Course.

### Trail running
Dal 2022 ogni anno viene svolta la Cervino Matterhorn Ultra Race (conosciuta anche come CMUR) con partenza e arrivo a Breuil-Cervinia: una gara di trail running ultra lunga circa 173 km, la quale ripercorre largamente i sentieri del percorso escursionistico del Tour del Cervino. In seno alla Cervino Matterhorn Ultra Race vengono svolte anche altre tre gare di lunghezze inferiori: una di 16 km, una di 22 km e una di 55 km.

### Sport tradizionali valdostani
A Breuil-Cervinia è presente l'arena Royaume du Cervin per la Bataille de reines.

## Eventi

### 24 ore di Monopattino
Negli anni '70 vi furono numerose edizioni della 24 ore di Monopattino, una competizione della durata di 24 ore che consisteva nel percorrere la maggiore distanza possibile nel tempo previsto in un percorso a circuito nelle vie del centro di Breuil-Cervinia. Verosimilmente alla gara automobilistica della 24 ore di Le Mans, le squadre, solitamente composte da due persone, potevano fermarsi per effettuare il cambio piloti, i rifornimenti energetici, le soste fisiologiche, oltre a sostituire componenti usurati del monopattino. La competizione non viene più svolta.

### Cervino Cinemountain
Dall'edizione numero uno del 1998, Breuil-Cervinia ospita il Cervino Cinemountain, un festival cinematografico incentrato su film di montagna, di avventura e documentari naturalistici. Il Cervino Cinemountain è membro dell'International Alliance for Mountain Film e assegna l'Oscar dei Film di Montagna, ossia il premio per il miglior film di montagna dei diversi festival di cinema di montagna membri dell'Alliance. Il Cervino CineMountain assegna anche Gran Premi, premi per i lungometraggi, per i medio e cortometraggi e per i film di animazione.

### Settimana del Cervino
Dal 2019, nel mese di luglio, Breuil-Cervinia ospita anche la Settimana del Cervino, un evento che incentiva il contatto con la natura, la sostenibilità ambientale e il rispetto dell'ambiente di montagna con una rassegna di incontri culturali tra persone dello spettacolo, atleti, esperti sul tema della montagna e della natura, nonché spettacoli serali e passeggiate volte alla sensibilizzazione dei suddetti temi nei dintorni del borgo di Breuil-Cervinia.

### MTV Snowball
Dal 2022, nel mese di aprile, Breuil-Cervinia ospita un festival di musica elettronica con la collaborazione di MTV Italia e Radio 105. Alcuni artisti che hanno partecipato all'evento sono Nava, Merk & Kremont, Benny Benassi, Elasi, Alexander Rya e Gabry Ponte.